# Do or Die
Do or Die (в пер. с англ. «Сделай или умри») — дебютный студийный альбом панк-рок-группы Dropkick Murphys, выпущенный 27 января 1998 года.

## Об альбоме
Do or Die единственный альбом, который был записан при участии первого лид-вокалиста группы Майка Макколгана, на настоящий момент являющегося фронтменом другого панк-коллектива Street Dogs. На песню «Barroom Hero» был снят видеоклип, в котором можно увидеть Макколгана с Dropkick Murphys. В 2011 году эта песня стала саундтреком для документального фильма «Рестрепо».
Продюсером Do or Die выступил гитарист и вокалист Rancid Ларс Фредериксен, а выпуск альбома происходил на студии Hellcat Records, основанной ещё одним участником группы Rancid вокалистом Тимом Армстронгом. В записи песни «Skinhead on the MBTA» принимала участие фолк-панк-группа Swingin’ Utters.
Песня «Never Alone» стала саундтреком спортивной видеоигры Dave Mirra Freestyle BMX.
Плакат с изображением обложки альбома Do or Die появляется на стене спальни Джона Коннора в эпизоде сериала «Терминатор: Хроники Сары Коннор».

## Список композиций
1. «Cadence to Arms» (Traditional, reworked from Scotland the Brave) — 1:49
2. «Do or Die» — 1:50
3. «Get Up» — 2:06
4. «Never Alone»- 2:54
5. «Caught in a Jar»- 2:19
6. «Memories Remain» — 2:25
7. «Road of the Righteous» — 2:56
8. «Far Away Coast» — 2:41
9. «Fightstarter Karaoke» — 2:18
10. «Barroom Hero» — 2:57
11. «3rd Man In» — 2:18
12. «Tenant Enemy #1» — 2:13
13. «Finnegan’s Wake» (Traditional) — 2:19
14. «Noble» — 2:34
15. «Boys on the Docks (Murphys' Pub Version)» — 2:33
16. «Skinhead on the MBTA» — 3:49

## Участники записи
- Майк Макколган — ведущий-вокал
- Кен Кейси — бас-гитара, вокал
- Рик Бартон — гитара, вокал
- Мэтт Келли — барабаны
- Джо Дилэйн — волынка
- Swingin’ Utters — совместная запись песни «Skinhead on the MBTA»